# Moindou
Moindou es una comuna en la Provincia Sur de Nueva Caledonia, un territorio de ultramar de Francia en el océano Pacífico.

## Réferencias
1. ↑  Worldpostalcodes.org, código postal n.º 98819.
2. ↑  INSEE, Datos de población para el año 2012 de Moindou (en francés).